# Avonite
Avonite je materiál třídy Solid Surface (obecněji Kompozitní materiál), vyráběný společností Aristech Acrylics LLC. Standardně je vyráběn v deskách vhodných pro další opracování. Je vyráběn v obou základních variantách - jak s pojivem Polymetylmethakrylát tak Polyester. Řada dekorů s Polymetylmethakrylátem je pojmenována Foundations, dekory s Polyesterem pak Studio. Řada Studio má řadu lucentních (průsvitných) dekorů. Existuje i řada vyráběná z recyklátu.

## Vlastnosti
- odolává nárazům, chemickým prostředkům, UV záření a vodě
- je kompaktní, neporézní, lze spojit bez viditelných spár
- vyrábí se primárně v deskách (množství barev, včetně průsvitných)
- má hladké spoje beze spár, což přispívá k jeho hygieničnosti i estetickému vyznění
- lze z něj snadno odstraňovat škrábance a nečistoty
- lze tvarovat za tepla na lise Termoforming, lépe řada Foundations

## Použití
Je vhodný především pro namáhané plochy jako jsou
- kuchyňské pracovní desky, dřezy
- barové a recepční pulty
- laboratorní stoly
- obklady stěn
- sprchové kouty, umyvadla a koupelny
- fasády

## Konkurenční materiály
- Corian od společnosti DuPont
- HI-MACS od společnosti LG
- Staron od společnosti Samsung
- Swanstone od společnosti The Swan Corporation